# Alahbajsh Akbari
Alahbajsh Akbari es un deportista iraní que compitió en levantamiento de potencia adaptado. Ganó dos medallas en los Juegos Paralímpicos de Verano, bronce en Atlanta 1996 y bronce en Sídney 2000.

## Palmarés internacional
| Juegos Paralímpicos | Juegos Paralímpicos      | Juegos Paralímpicos | Juegos Paralímpicos |
| Año                 | Lugar                    | Medalla             | Categoría           |
| ------------------- | ------------------------ | ------------------- | ------------------- |
| 1996                | Atlanta (Estados Unidos) | Medalla de bronce   | –60 kg              |
| 2000                | Sídney (Australia)       | Medalla de bronce   | –67,5 kg            |